# Zoeterwoude-Rijndijk
Zoeterwoude-Rijndijk est un village de la commune néerlandaise de Zoeterwoude, dans la province de la Hollande-Méridionale. En 2009, le village comptait environ 2 800 habitants.
Rijndijk signifie Digue du Rhin ; en effet, le village est situé le long du Vieux Rhin.